# Khagaul
Khagaul è una suddivisione dell'India, classificata come municipality, di 48.330 abitanti, situata nel distretto di Patna, nello stato federato del Bihar. In base al numero di abitanti la città rientra nella classe III (da 20.000 a 49.999 persone).

## Geografia fisica
La città è situata a 25° 34' 60 N e 85° 2' 60 E e ha un'altitudine di 54 m s.l.m..

## Società

### Evoluzione demografica
Al censimento del 2001 la popolazione di Khagaul assommava a 48.330 persone, delle quali 25.754 maschi e 22.576 femmine. I bambini di età inferiore o uguale ai sei anni assommavano a 6.372, dei quali 3.448 maschi e 2.924 femmine. Infine, coloro che erano in grado di saper almeno leggere e scrivere erano 34.546, dei quali 19.870 maschi e 14.676 femmine.